# Louise Homer
Louise Homer, född som Louise Dilworth Beatty 30 april 1871 i Pittsburgh, Pennsylvania, död 6 maj 1947 i Winter Park, Florida, var en amerikansk operasångerska (alt) som i över tjugo år sjöng på Metropolitan Opera House i New York. Homer betraktades som en av 1900-talets främsta alter och beundrades för sin majestätiska närvaro på scenen.

## Biografi
Homer var dotter till den presbyterianske prästen William Trimble Betty och Sarah Colwell Fulton. Hon växte upp med åtta syskon i Shadyside i Pittsburgh och alla barnen sjöng i den lokala kyrkokören. När fadern avled 1882 flyttade familjen till West Chester, där Homer studerade vid stadens high school för att sedan arbeta som sekreterare för William Penn Charter School i Philadelphia. Fadern hade varit skeptisk till dotterns musikaliska ambitioner, men övertygades sedermera att musicerande utanför kyrkan inte var syndigt. I tonåren var hon kontraalt i en kyrkokvartett och var en tid aktiv inom vaudeville. I Philadelphia tog hon sånglektioner av Abbie Whinnery och Alice Groff, och sjöng i en kyrkokör ledd av George Chadwick. Först 1893 beslöt hon satsa fullständigt på musiken och reste till Boston för att studera vid New England Conservatory of Music under ledning av William L. Whitney och hennes blivande make, kompositören Sidney Homer. De gifte sig 1895 och reste påföljande år till Paris, varest Homer studerade sång och skådespel för Fidèle Koenig, Paul Lhérie och Jaques Brouhy.
1898 debuterade hon i Vichy som Leonora i La Favorite och var 1898–1899 engagerad i Angers. Vårsäsongerna 1899 och 1900 sjöng hon på Covent Garden i London och hade däremellan engagemang på De Munt i Bryssel. Hennes amerikanska debut ägde rum i San Francisco i november 1900, då hon spelade Amneris i Aida i samband med att Metropolitan Opera turnerade där. I december debuterade hon ånyo som Amneris på Metropolitan i New York och kom att ha fast engagemang där fram till 1919. På Metropolitan medverkade hon huvudsakligen i Wagneroperor och kom att närvara vid många premiärer; bland annat var hon 1906 med om uruppförandet av The Pipe of Desire, 1907 spelade hon furstinnan av Bouillon vid amerikanska premiären av Adriana Lecouvreur, 1913 medverkade hon vid amerikanska premiären av Boris Godunov och 1910 vid världspremiären av Königskinder. Homer var en av Enrico Carusos motspelare i Rigoletto när denne första gången spelade på Metropolitan 1903. Hon var omåttligt populär hos både den amerikanska publiken och i utlandet, och kunde obehindrat lära sig nya roller om hon med kort varsel fick agera ersättare. 1909 gästspelade hon i Tristan och Isolde på L'Opéra Garnier och med Metropolitan på Théâtre du Chatelet i Paris. Dessutom spelade hon det året i den första pjäsen som sattes upp på det nybyggda operahuset i Boston.
Mellan 1920 och 1925 hade Homer engagemang på Chicago Civic Opera och besökte 1926 operorna i San Francisco och Los Angeles. 1927 återkom hon till Metropolitan och kvarstod fram till 1929. Hennes avskedsroll där var som Azucena i Trubaduren. Mellan 1903 och 1929 gjorde hon ett stort antal grammofoninspelningar för Victor, inklusive duetter med Caruso, Geraldine Farrar och Johanna Gadski. Inspelningarna med Alma Gluck, en av Homers kolleger från Metropolitan, blev kommersiella succéer, i synnerhet skivan Whispering Hope, som blev en nationell storsäljare. Sina främsta insatser på scen gjorde Homer som Orfeus och som Delila i Simson och Delila.
Den lovande karriären avslutades 1929 på grund av makens sviktande hälsa och efter 1930 gav hon endast ett fåtal konserter, emellanåt tillsammans med dottern Louise Homer-Stires. Makarna verkade ideellt för unga musiker vid Rollins College i Winter Park, och Homer erhöll hederstitlar från flera universitet. 1924 valdes hon till en av de tolv största levande kvinnorna av League of Women Voters. 1939 utgav Sidney Homer makarnas gemensamma memoarbok My Wife and I och dottern Louise Homer-Stires skrev 1974 biografin Louise Homer and the Golden Age of Opera. Homer var moster till musikern Samuel Barber.